# Корита (Липик)
45°25′ пн. ш. 17°05′ сх. д. / 45.41° пн. ш. 17.08° сх. д.
Корита (хорв. Korita) — населений пункт у Хорватії, у Пожезько-Славонській жупанії у складі міста Липик.

## Населення
Населення за даними перепису 2011 року становило 9 осіб.
Динаміка чисельності населення поселення:

## Клімат
Середня річна температура становить 11,00 °C, середня максимальна – 25,21 °C, а середня мінімальна – -5,57 °C. Середня річна кількість опадів – 919 мм.
| Клімат поселення                              | Клімат поселення | Клімат поселення | Клімат поселення | Клімат поселення | Клімат поселення | Клімат поселення | Клімат поселення | Клімат поселення | Клімат поселення | Клімат поселення | Клімат поселення | Клімат поселення | Клімат поселення |
| Показник                                      | Січ.             | Лют.             | Бер.             | Квіт.            | Трав.            | Черв.            | Лип.             | Серп.            | Вер.             | Жовт.            | Лист.            | Груд.            |                  |
| Середній максимум, °C                         | 7,30             | 8,94             | 13,24            | 17,36            | 22,01            | 25,21            | 24,00            | 23,36            | 19,72            | 15,02            | 9,58             | 5,31             |                  |
| Середня температура, °C                       | 0,88             | 2,51             | 6,80             | 10,93            | 15,61            | 18,78            | 20,58            | 19,94            | 16,29            | 11,59            | 6,15             | 1,90             |                  |
| Середній мінімум, °C                          | −5,57            | −3,91            | 0,38             | 4,50             | 9,17             | 12,35            | 17,16            | 16,52            | 12,87            | 8,18             | 2,73             | −1,54            |                  |
| Норма опадів, мм                              | 58               | 52               | 63               | 76               | 83               | 98               | 85               | 90               | 76               | 81               | 87               | 70               |                  |
| Середньомісячна швидкість вітру, м/с          | 1.82             | 2.04             | 2.40             | 2.30             | 2.11             | 1.92             | 1.90             | 1.72             | 1.74             | 1.80             | 1.84             | 1.85             |                  |
| Середньомісячна сонячна радіація, кДж/м²·день | 4347             | 7175             | 10959            | 15345            | 19577            | 21778            | 22676            | 19916            | 14887            | 9215             | 4911             | 3613             |                  |
| --------------------------------------------- | ---------------- | ---------------- | ---------------- | ---------------- | ---------------- | ---------------- | ---------------- | ---------------- | ---------------- | ---------------- | ---------------- | ---------------- | ---------------- |
| Джерело:                                      |                  |                  |                  |                  |                  |                  |                  |                  |                  |                  |                  |                  |                  |